# Joséphine Jobert
Joséphine Jobert (París, 24 de abril de 1985) es una actriz y cantante francesa, más conocida por interpretar el papel de la sargento detective Florence Cassell en la coproducción franco-británica rodada en Guadalupe, Crimen en el paraíso.

## Biografía

### Infancia y estudios
Joséphine Jobert nació el 24 de abril de 1985 en París en el seno de una familia francesa, hija de Véronique Mucret Rouveyrollis, fotógrafa, música, escritora, actriz y directora, y Charles Jobert, operador de cámara y director de fotografía. Su padre es de una familia judía sefardí y pieds-noirs de Argelia, y su madre es de origen martiniquense, española y china. Jobert proviene de una familia de artistas escénicos, que incluye a su tía paterna Marlène Jobert y sus primas Eva Green y Elsa Lunghini.
En 1997, a los 12 años de edad, se mudó con sus padres a Montreal (Canadá), durante ocho años, donde estudió canto y actuación, y dio sus primeros pasos en la actuación en la televisión. Con sus amigos y sus padres participó en la creación de canciones, videos, una serie web y una serie de televisión en internet. Asistió a talleres de teatro de Stéphane Bakugou y a la Escuela de Música Coda.

### Carrera
En 2005, con 20 años, decidió volver a Francia para probar suerte. El público la descubre dos años después, en 2007 en la serie Nos années pension. También es cantante en las bandas sonoras originales de la serie, de las que se extraerán tres álbumes. En 2007, interpretó el papel de Alice en Foudre (elegida Mejor serie juvenil en el Festival de ficción televisiva de La Rochelle de 2008) junto a Charles Templon y David Tournay, ambas series fueron emitidas en France 2.
Entre 2007 y 2011 participa en la producción televisiva Foudre donde da vida al personaje de Alice Watson. En 2012, se unió al elenco de la serie Sous le soleil de Saint-Tropez, emitida de 2013 a 2014 en TMC, junto a las actrices Adeline Blondieau y Christine Lemler. Entre 2013 y 2015 formó parte de la serie Cut!, donde interpretó el personaje de Victoire Vila. En 2014 actuó en la segunda temporada de Villa Karayib.
En 2015, tuvo su primer papel protagonista en inglés como la sargento detective Florence Cassell en la serie Crimen en el paraíso de BBC One al comienzo de su cuarta temporada. Dejó el programa por «razones personales y profesionales» después del episodio seis de la octava temporada, en 2019, pero regresó para la décima temporada en 2021. También apareció en la undécima temporada e hizo su última aparición en el cuarto episodio de dicha temporada. Repitió su papel dos años después como invitada en la decimotercera temporada.

## Filmografía

### Televisión
| Año                         | Título                               | Papel                               | Notas                                    | Ref.        |
| --------------------------- | ------------------------------------ | ----------------------------------- | ---------------------------------------- | ----------- |
| 2007-2011                   | Foudre                               | Alice Watson                        | 131 episodios                            |             |
| 2008-2009                   | Nos années pension                   | Amel Habib                          | 19 episodios                             |             |
| 2010                        | Mes amis, mes amours, mes emmerdes   | Lucie                               | Episodioː «Tout feu tout flamme»         |             |
| 2013                        | Alice Nevers : Le juge est une femme | Djamila                             | Episodioː «Amazones»                     |             |
| 2013-2014                   | Sous le soleil de Saint-Tropez       | Roxanne                             | 19 episodios                             |             |
| 2013-2015                   | Cut !                                | Victoire Vila                       | 109 episodios                            |             |
| 2014                        | Villa Karayib                        | Kannelle Benneteau De la Prairie    | Temporadas 1 y 2                         |             |
| 2015-2019, 2021-2022 y 2024 | Death in Paradise                    | Detective sargento Florence Cassell | 54 episodios (temporada 4-8, 10-11 y 13) | [ 5 ] [ 7 ] |
| 2019                        | Le temps est assassin                | María Chiara Baldi                  | 4 episodios                              |             |
| 2019                        | Nina                                 | Joy                                 | Episodioː «En Mal d'Enfant»              |             |
| 2020                        | Avenue 5                             | Pasajera                            | Episodioː «Was It Your Ears?»            |             |
| 2023                        | Meurtres dans le Cantal              | Sarah                               | Telefilme                                |             |
| 2024                        | Concordia                            | Mathilde                            |                                          |             |

### Cine
| Año  | Título                        | Papel        | Director                      | Ref. |
| ---- | ----------------------------- | ------------ | ----------------------------- | ---- |
| 2012 | Moi à ton âge                 | Yasmine      | Bruno García                  |      |
| 2016 | Paroles                       | Esméralda    | Véronique Mucret Rouveyrollis |      |
| 2016 | The Establishment: Division 9 | Rebecca Hart | Simón J. Knight               |      |

### Vídeos musicales
- 2003 : Big Star de Patrick Marty
- 2007 : For the life, sencillo del álbum Saint-Ex, nos années pension

### Álbumes
- 2007 : Nos années pension (banda sonora de la primera temporada de la serie homónima)
- 2008 : Nos années pensions, Saison 2 (banda sonora de la segunda temporada)
- 2009 : Nos années pensions, Saison 3 (banda sonora de la tercera temporada)